# Ioan Baraș
Ioan Baraș este un fost senator român în legislatura 1996-2000, ales în județul Cluj pe listele partidului PER. În cadrul activității sale parlamentare, Ioan Baraș a fost membru în grupurile parlamentare de prietenie cu Republica Africa de Sud și Republica Finlanda. Ioan Baraș a fost membru în comisia pentru buget, finanțe, activitate bancară și piața de capital.

## Legaturi externe
- Ioan Baraș[nefuncțională]
 la cdep.ro